# Regius Professor of Cancer Research (London)
Der Regius Professor of Cancer Research ist eine 2016 durch Königin Elisabeth II. anlässlich ihres 90. Geburtstags gestiftete Regius Professur für Onkologie an der University of London.

## Geschichte der Professur
2015 teilte Schatzkanzler George Osborne während des Vortrags zum Staatshaushalt Pläne mit, weitere Regius-Professuren anlässlich des 90. Geburtstags der Queen (26. April 2016) einzurichten. Anders als in früheren Zeiten geht mit den Ernennung der jüngeren Vergangenheit aber keine Finanzierung mehr einher. Am 6. Juni 2016 wurde dieser Plan umgesetzt. Zusammen mit dieser Professur wurden elf weitere Professuren gestiftet.
Das Institute of Cancer Research (ICR) überzeugte die königliche Kommission, so dass das Institute den Zuschlag für die Professur erhielt. Erster Professor wurde der auf Malta geborene und an der University of Glasgow ausgebildete Johann de Bono.

## Inhaber
| Name           | Namenszusatz | von  | bis | Anmerkung |
| -------------- | ------------ | ---- | --- | --- |
| Johann de Bono |              | 2016 |     | de Bono spezialisierte sich auf die Behandlung von Prostatakrebs. Seine Forschungen führten zu der Entdeckung mehrerer wirksamer Medikamente zur Behandlung der Erkrankung. |